# Absorpcja termiczna
Absorpcja termiczna – zachodzi w przypadku, gdy fotony o długościach fali leżących w dalekiej podczerwieni pochłaniane w materii wzbudzają stany oscylacyjne i rotacyjne w cząsteczkach lub sieci krystalicznej, w których zostały pochłonięte.
Zgodnie z prawem zachowania energii absorpcja fotonu w materiale wywołuje wzrost temperatury (w efekcie może to spowodować zmiany właściwości fizycznych materiału). Poprzez analizę tych zmian można stwierdzić, ile światła padło na detektor. Za absorpcję promieniowania w półprzewodniku są odpowiedzialne dwa mechanizmy. Jeden z nich związany jest z absorpcją fotonów na swobodnych nośnikach ładunku, natomiast drugi z absorpcją międzypasmową w półprzewodniku (tzw. Absorpcja podstawowa). Pasmo absorpcji związane z przejściem międzypasmowym jest ograniczone od strony długofalowej przez tzw. główną krawędź absorpcji. Energia fotonów, odpowiadająca głównej krawędzi absorpcji, wystarcza do przeniesienia elektronu z wierzchołka pasma walencyjnego do dna pasma przewodnictwa, tzn. hv = Eg, (Eg -szerokość przerwy wzbronionej). Jeżeli temperatura półprzewodnika lub izolatora jest wyższa, to zwykle absorpcja międzypasmowa zachodzi z udziałem fononu, który dostarcza lub zabiera pewną wartość energii (przy spełnieniu zasady zachowania energii). Możliwa jest również absorpcja do stanów leżących poniżej przerwy energetycznej w półprzewodniku lub izolatorze. Stany wzbudzone, leżące poniżej przerwy energetycznej, nie prowadzą do bezpośredniej generacji ładunku. Działanie termopary, bolometru oraz detektorów piroelektrycznych jest oparte na absorpcji termicznej.